# Becaș
Becaș (węg. Békástelep) – wieś w Rumunii, w okręgu Harghita, w gminie Praid. W 2011 roku liczyła 137 mieszkańców.